# Енисей (госпитальное судно)
«Енисей» — госпитальное судно типа «Обь» проекта 320 Черноморского флота ВМФ СССР и Черноморского флота ВМФ России. В составе 9-й бригады судов обеспечения Черноморского флота. Несло боевые службы в переменном составе 5-й Средиземноморской эскадры ВМФ СССР, 8-й Индийской эскадры ВМФ.

## Предназначение и основные ТТХ
Госпитальные суда проекта 320 строились на Щецинской верфи им. Варского в Польше, где в то же время велось строительство экспедиционно-океанографических судов проекта 852. Проектирование было осуществлено в конструкторском бюро PROREM, наблюдающий от ВМФ капитан 1-го ранга Ю. Д. Макшанчиков.
Задачами госпитальных судов проекта 320 были:
- Прием, оказание квалифицированной первичной и отдельных видов специализированной медицинской помощи и лечение личного состава кораблей и береговых частей в удаленных районах базирования.
- Оказание неотложной медицинской помощи личному составу аварийных надводных кораблей и подводных лодок в море.
- Углубленный медицинский осмотр и внутрипоходовый отдых личного состава подводных лодок и лётного состава авианесущих кораблей, находящихся в длительном плавании.
- Оказание консультативной медицинской помощи военным контингентам и населению в прибрежных и островных районах при возникновении в них групповых инфекционных заболеваний и особо опасных инфекций.
- Транспортировка групп усиления, медицинских частей, а также медицинского имущества для снабжения кораблей в море.
- Эвакуация раненых и больных с кораблей и береговых частей, расположенных на зарубежных территориях.

Суда рассчитывались на 200 отдыхающих и 100 больных, а в варианте санитарного транспорта — до 450 тяжелораненых. Для доставки на суда больных и раненых имелся штатный вертолёт Ка-27 в поисково-спасательном варианте, для которого был оборудован ангар. Суда были оснащены современным навигационным, штурманским и медицинским оборудованием. Госпиталь имел 11 лечебных отделений, аптеку и хозяйственное отделение, три операционных зала, реанимацию.
- Водоизмещение: 9430 (11623) т.
- Размеры: длина — 152,6 м, ширина — 19,4 м, осадка — 6,39 м.
- Скорость полного хода: 19,8 узлов.
- Дальность плавания: 11600 миль при 16,5 узлах.
- Силовая установка: дизельная Shkoda-Sulzer 12ZV40/48, 15600 л. с., 2 вала.
- Пассажировместимость: для больных — 100 коек, для отдыхающих — 200, запасных — 40 мест, для раненых в эвакуационном варианте — 450 мест.
- Экипаж: 150 человек.[1]

## Служба

### ВМФ СССР
Госпитальное судно «Енисей» было заложено на судоверфи «Адольф Барский» в Щецине, в Польше 10.09.1979 года. Заводской номер B320/2. 31 января 1981 года на судне был поднят Государственный флаг СССР. 23 февраля 1981 года судно было зачислено в состав вспомогательного флота Черноморского флота, и на нем был поднят флаг вспомогательных судов ВМФ. В августе 1981 года судно вошло в состав 9-й бригады обеспечения Черноморского флота. Первым командиром «Енисея», принявшим судно на верфи, был Ежель Анатолий Иванович. Первым начальником госпиталя — Леськов Иван Акимович.
После ходовых и государственных испытаний на Балтике «Енисей» 17 мая 1981 года вышел в переход в Средиземное море, где начал боевую службу в составе 5-й Средиземноморской эскадры ВМФ СССР. Она длилась 91 сутки. В Индийском океане обеспечивал медицинским обслуживанием моряков 8-й Индийской эскадры ВМФ. По окончании службы «Енисей» пришёл в Севастополь.
В 1981 году судно посетил Генеральный консул СССР в Аннабе (Алжир) Костягин П. Осмотрев судно и госпиталь, он оставил запись в Книге почетных гостей судна. В 1981 году «Енисей» в порту Тиват (Югославия) судно посетил главком ВМФ адмирал флота Советского Союза С. Г. Горшков.
В 1982 году «Енисей» совершил переход на Северный флот, где участвовал в ряде показательных мероприятий.

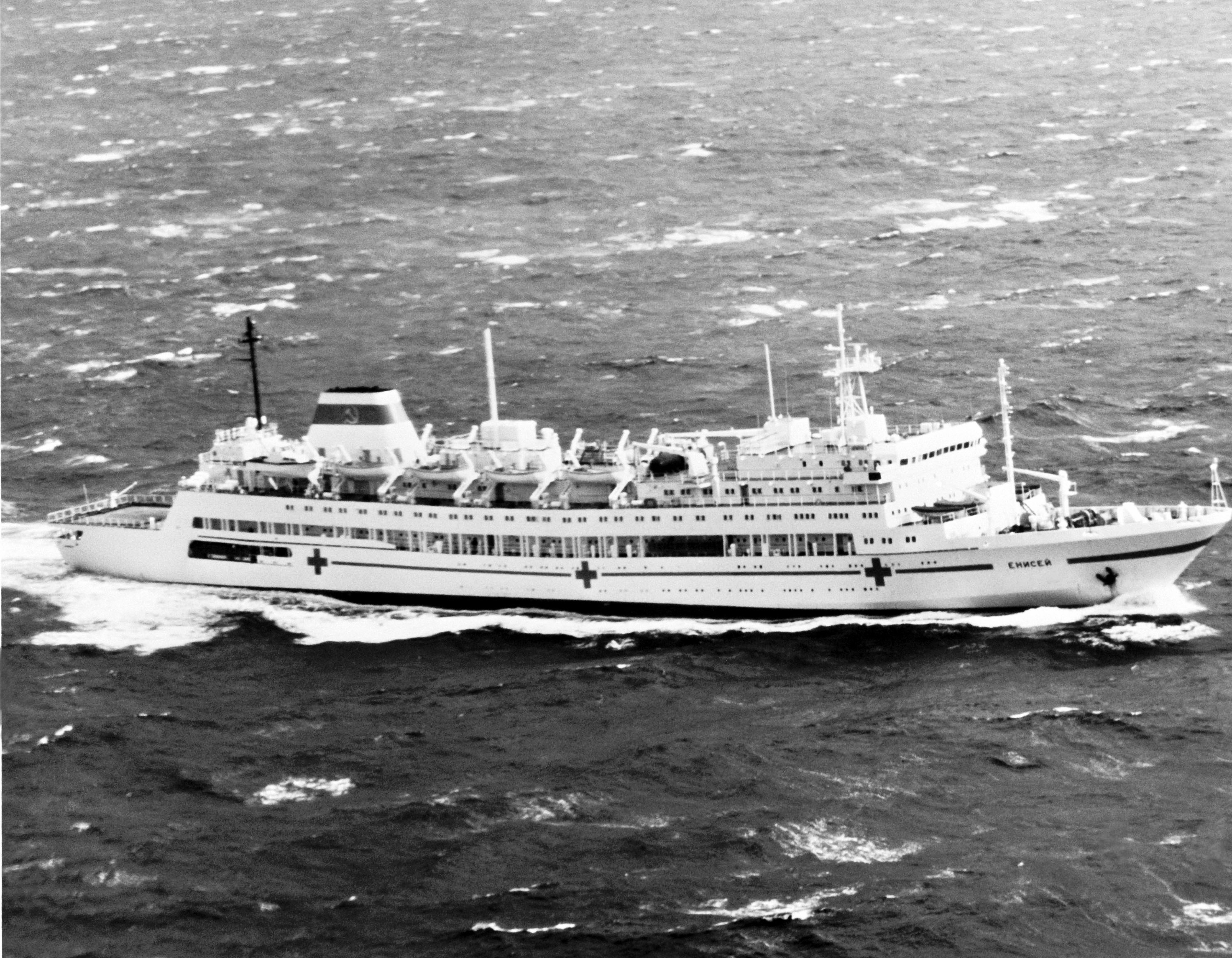
1 октября 1989, фото ВМФ США

В 1983 году судно в Средиземном море посетил начальник Главного штаба ВМФ адмирал В. Н. Чернавин с группой адмиралов ГШ ВМФ. В 1984 году на борту «Енисея» побывал командующий ВМС САР дивизионный генерал флота Мустафа Вазир Гаяра. В декабре 1984 года в Мензель-Бургиба судно посетил посол СССР в Тунисе В. Л. Кизиченко.
Судно совершало заходы в иностранные порты семи государств мира (Алжир, Югославия, Сирия, Йемен, Тунис, Эфиопия, Польша). За приделами Чёрного моря экипаж судна находился 1210 суток. За период длительного плавания в операционных госпиталя в сложных морских и океанских условиях выполнено более 1200 операционных вмешательств, из них 250 полостных. В профилактории госпиталя, поправили свое здоровье и отдохнули в условиях плавания тысячи подводников и авиаторов. В ходе выполнения задач боевой службы было пройдено 124369 миль, оказана медицинская помощь экипажам 189 боевых кораблей и подводных лодок — всего более 20 тыс. военнослужащих. В ходе несения боевой службы на корабли было подано 1370 тонн различных грузов, в первую очередь медицинское имущество.
Во время эфиопо-эритрейского конфликта в 1980-90-е выполнял специальное задание по борьбе с малярией на островах Дахлак в Красном море в пункте базирования Нокра попеременно с однотипным госпитальным судном «Обь» (ТОФ).
В 1990 году судно было зафрахтовано Крымским отделением общества «Милосердие» для оздоровления пострадавших при аварии на Чернобыльской АЭС. Было совершено 4 двухнедельных оздоровительных круизах по Чёрному морю, где поправили здоровье 1200 детей от 10 до 16 лет.

### ВМФ России

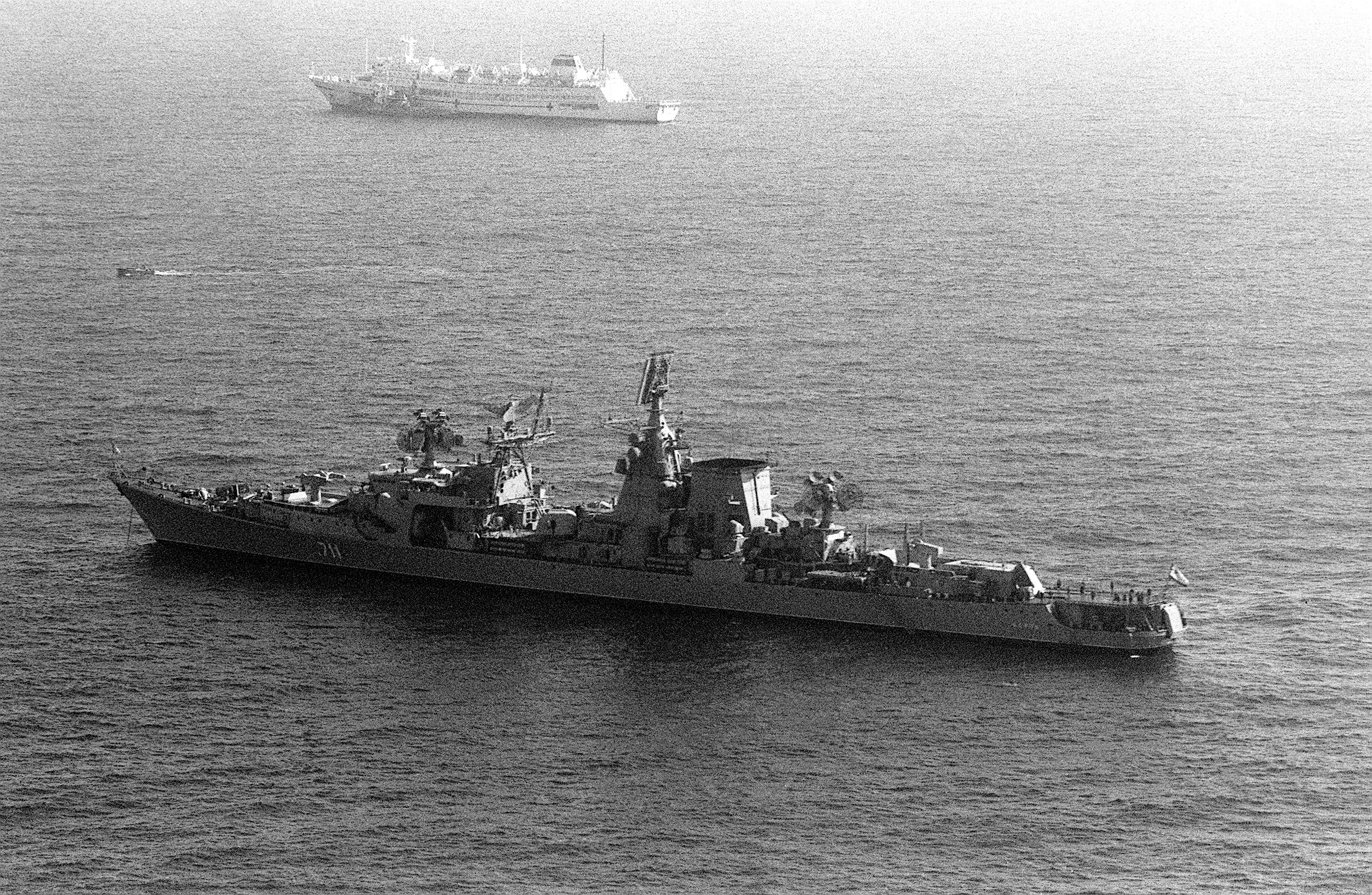
БПК Керчь и госпитальное судно Енисей в Средиземном море, июнь 1991 года

Из зоны Грузино-абхазского конфликта в августе 1992 года экипажем «Енисея» было вывезено более 7 000 человек.
За 20 лет службы «Енисей» выполнял задачи в трех океанах, совершил переходы с Балтики в Севастополь и из Севастополя на Северный флот, 16 раз выполнял задачи боевой службы в Средиземном море. Судно выполняя задачи длительного плавания в водах Балтийского, Чёрного, Средиземного, Красного морей, Атлантического, Индийского и Северного Ледовитого океанов, побывало более чем в 10 портах стран мира. За это время стационарное лечение в госпитале получили более 1000 больных. На борту судна на профилактическом отдыхе находилось свыше 2200 моряков. За пределами Чёрного моря экипаж «Енисея» выполнял задачи 1210 суток. Пройдено на 2011 год без малого 125 000 миль.
В связи с сокращением корабельного и штатного состава 9-я бригада судов обеспечения ЧФ была реорганизована в 2011 году в 205-й отряд центра материально-технического обеспечения Черноморского флота, в составе которого находится «Енисей».
IMO 8956475.
Судно базируется на Южную бухту Севастополя. Команда судна — гражданская, в штате госпиталя — военнослужащие, используется для расширения полномочий 1472-й военно-морского клинического госпиталя им. Н. И. Пирогова.
С 1994 года шефство над судном принял Железнодорожный район Ростова-на-Дону. По линии шефских связей на судне ежегодно проживали в летнее время и отдыхали дети и ветераны Великой Отечественной войны. За время шефства на судне отдохнуло более 3000 детей и 129 ветеранов.
В резерве, в последние годы в море не выходило. Экипаж сокращён до 57 человек. Судно служит стационарным госпиталем. В 2018 году медперсонал судна провел диспансеризацию и оказал помощь четырём тысячам человек.
Принято решение о модернизации судов серии.

## Командиры
Командиры (капитаны) судна:
- Капитан 2-го ранга Ежель Анатолий Иванович (1980—1982)
- Капитан 1-го ранга Васенко Геннадий Леонидович (1982—1983)
- Капитан дальнего плавания Демура Ярослав Константинович (1983)
- Капитан 2-го ранга Феактистов Олег Иванович (1983—1985)
- Капитан 2-го ранга Гераськов Вячеслав Григорьевич (1985—1987)
- Капитан дальнего плавания Шрам Михаил Митрофанович (1987-)
- Капитан 1-го ранга запаса Ярослав Паршин[1].

Начальники госпиталя:
- Полковник медицинской службы Леськов Иван Акимович (1980—1982)
- Полковник медицинской службы Журавлев Григорий Андреевич (1982—1989)
- Полковник медицинской службы Воробьев Виктор Дмитриевич (1989—2001)
- Подполковник медицинской службы Кравченко Сергей Иванович (2001-)
- Полковник запаса медицинской службы Андрей Коченюк[1].